# Личен номер (филм)
„Личен номер“ (на руски: Личный номер; на английски: Countdown) е руски екшън филм от 2004 г. на режисьора Евгени Лаврентиев.

## Сюжет
Майор Смолин (Макаров) от Федералната служба за сигурност се измъква от плен в Чечня с помощта на руската армия. С помощта на самоотвержена репортерка и смел чеченец тръгва по следите на терористична организация, която заплашва да превърне Рим в мъртъв град.

## Актьорски състав
- – Алексей Макаров
- – Луис Ломбард
- – Юри Цурило
- – Виктор Вержбицки
- – Вячеслав Разбегаев
- – Рамил Сабитов
- – Джон Еймъс
- – Егор Пазенко
- – Мария Голубкина
- – Мария Сьомкина
- – Линда Табагари
- – Владислав Коп
- – Александър Карпов
- – Геннадий Козлов
- – Вадим Колганов
- – Орсо Мария Герини